# Guido z Arezza
Guido z Arezza, (též Guido Aretinus nebo Guido da Arezzo či d'Arezzo, nebo Guido monaco, 991/992–1050) byl benediktinský mnich a přední středověký hudební teoretik působící převážnou část svého života v italském městském státě Arezzo.
Jeho velkým přínosem v oblasti hudby bylo zdokonalení chorální notace, která do té doby používala jednolinkovou, později též dvoulinkovou notovou osnovu, která nahradila starší (bezlinkovou) neumovou notaci.

## Životopis

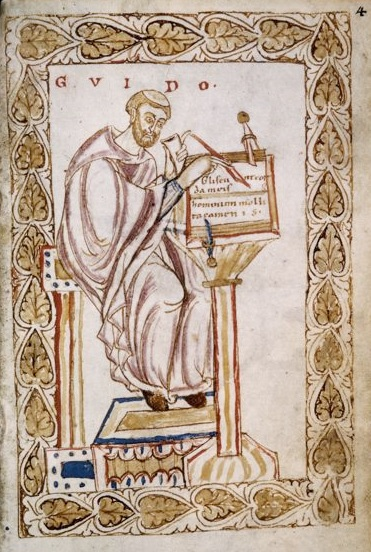
Mnich Guido na středověké iluminaci

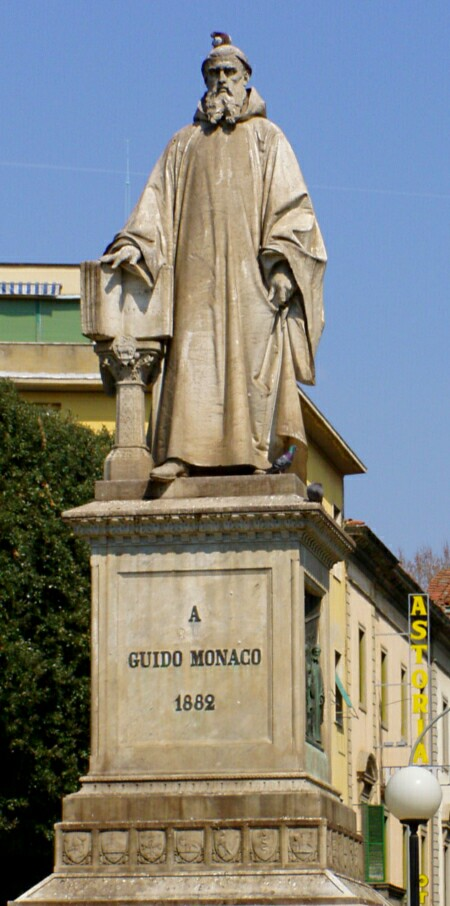
Guidova socha v Arezzu

Guido z Arezza, zvaný též „mnich Kvido“ (it. Guido monaco) byl významný středověký hudební teoretik. Narodil se kolem roku 991. Místo jeho narození není jisté a mohla jím být města Arezzo, Ferrara, Pomposa, či Talla. Všechna tato města si dělají nárok, že mohou být jeho rodištěm. není jisté, kdy vstoupil do řádu benediktinů. V letech 1023 až 1025 studoval v Opatství Pomposa na pobřeží Jaderského moře.
Svou notaci a metodu výuky hudby pravděpodobně vynalezl v tomto opatství, kde však narazil na odpor a odešel do Arezza. V letech 1026 až 1032 jej papež Jan XIX. pozval do Říma, aby mu své dílo vyložil, ze zdravotních důvodů se však brzy vrátil do Arezza. V Arezzu působil pod ochranou tamního biskupa Theobalda (1023–1036), jako převor kamaldulských benediktinů, hudebník a učitel: založil a vedl katedrální pěvecký sbor.
Guido zemřel kolem roku 1050.

## Nejvýznamnější přínos Guida z Arezza

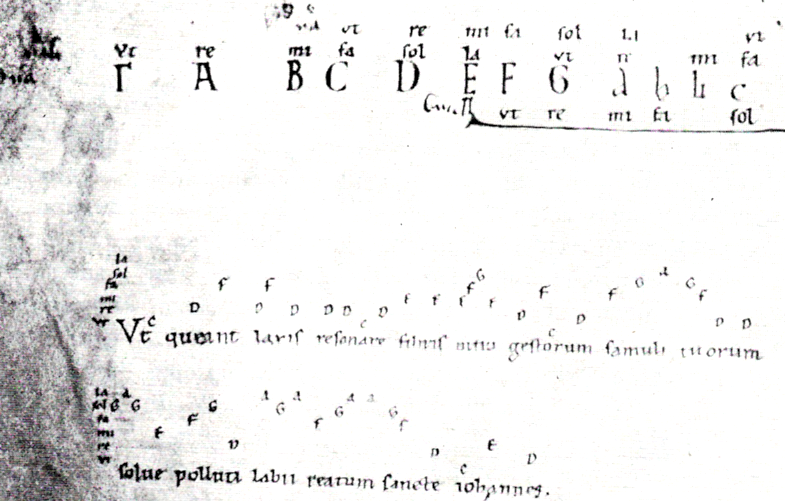
První strofa Hymnu sv. Janu Křtiteli Ut queant laxis. Diastematické znázornění s tónovými hláskami nad textem a solmizačními slabikami na okraji.

### Čtyřlinková notace

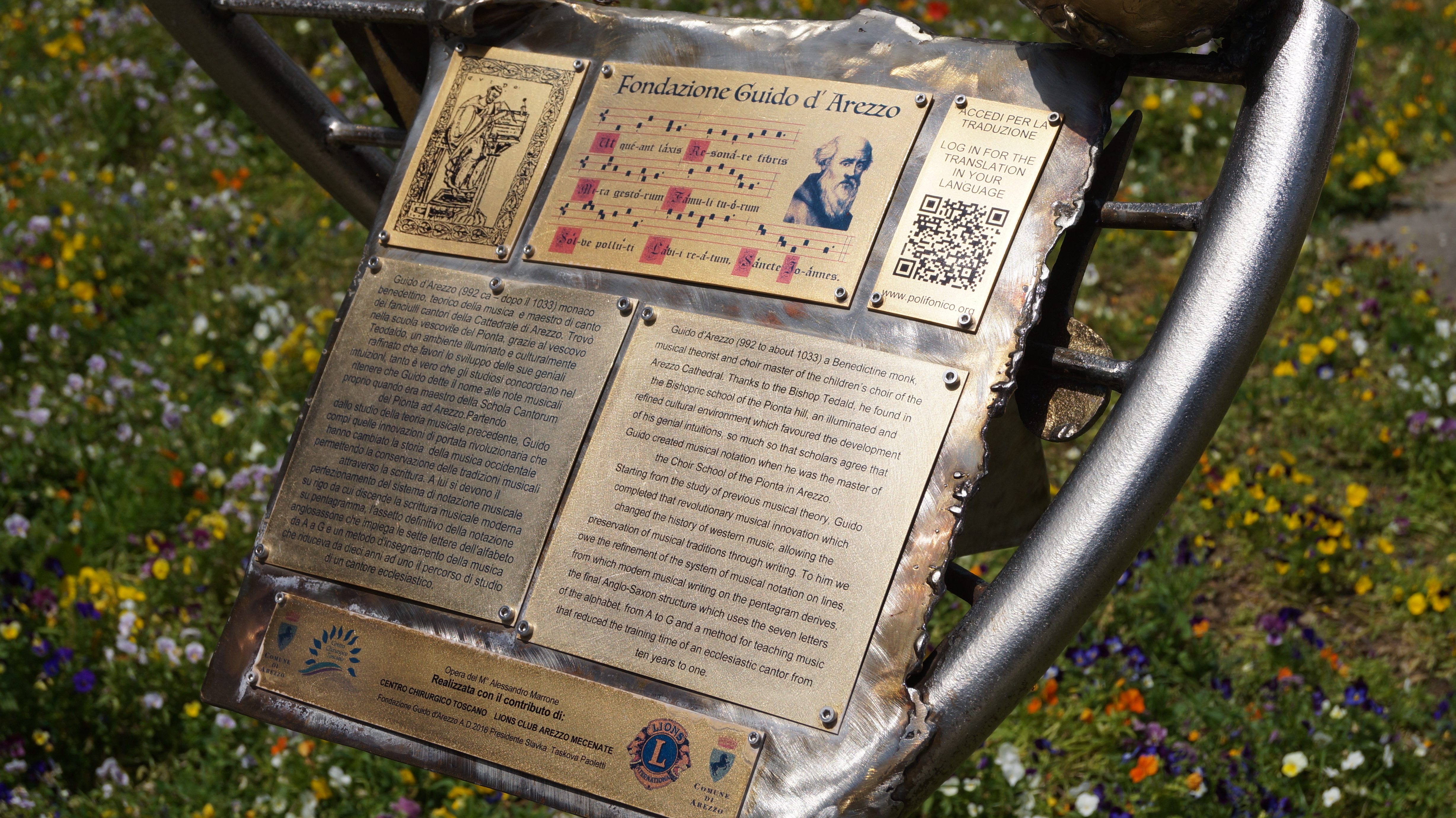
Informační tabule u Guidova pomníku v Arezzu.

Před Guidem z Arezza již existovala praxe dvou linek, žluté linky „C“ a červené linky „F“. Zpěvák pomocí těchto linek poznal, kde se nacházejí půltónové kroky jednotlivých tónin. Guidův přínos spočíval v tom, že mezi obě barevné linky vsunul jednu další, černou. Tím vznikl základ linkového systému s tericovým rozestupem, tak jak se používá i dnes. Postupně však přestal i tento systém dostačovat, a tak Guido navrhl doplnění o čtvrtou linku nad nebo pod dosavadní osnovou. V této čtyřlinkové podobě přečkal zápis gregoriánského chorálu téměř tisíc let a je možné jej prakticky používat dodnes.
Dalším rozšířením bylo nahrazení barevných linek notovým klíčem (C-klíč a F-klíč).
- C-klíč:  Nota C se nachází na lince, na niž ukazuje šipka
- F-klíč:  Nota F se nachází na lince, na niž ukazuje šipka

Systém s notovými linkami v terciovém rozestupu a klíče se prosadily a užívají se dodnes

### Stupnice
Tehdejší stupnice používaná Guidem z Arezza označovala jen relativní výšku tónů a vznikla vývojem monochordových značek:
Γ A B C D E F G a ♭ (♮) c d e f g aa ♭♭ (♮♮) cc dd
Je zajímavé, že se zde vyskytují dva tóny b: b rotundum (jako b molle, v německé notaci dnešní b) a b quadratum (jako b durum, v něm. notaci dnešní h). Ty tehdy nebyly nikdy užity v téže melodii, byly však nutné k umožnění změny základního hexachordu dosavadní melodie. To je zhruba srovnatelné s vývojem modulace v rámci "moderního" tartiniovského, respektive riemannovského systému harmonie.

### Systém hexachordů
Na základě zmíněných škál vyvinul Guido z Arezza šestitónové stupnice, tzv. hexachordy. Zvláštností těchto hexachordů bylo, že obsahovaly pouze jeden půltónový krok: mezi třetím a čtvrtým tónem. Pokud tyto hexachordy dosadíme do výše uvedené stupnice, získáme následující tři hexachordy:
Stupnice C - A: tento hexachord se nazýval hexachordum naturale, přirozený hexachord.
Stupnice F - D (přes b; h odpadá): tento hexachord se nazýval hexachordum molle, měkký hexachord.
Stupnice G - E (přes h; b odpadá): tento hexachord se nazýval hexachordum durum, tvrdý hexachord.
V rámci celé stupnice tak vznikne sedm vzájemně se překrývajících hexachordů.

### Solmizace

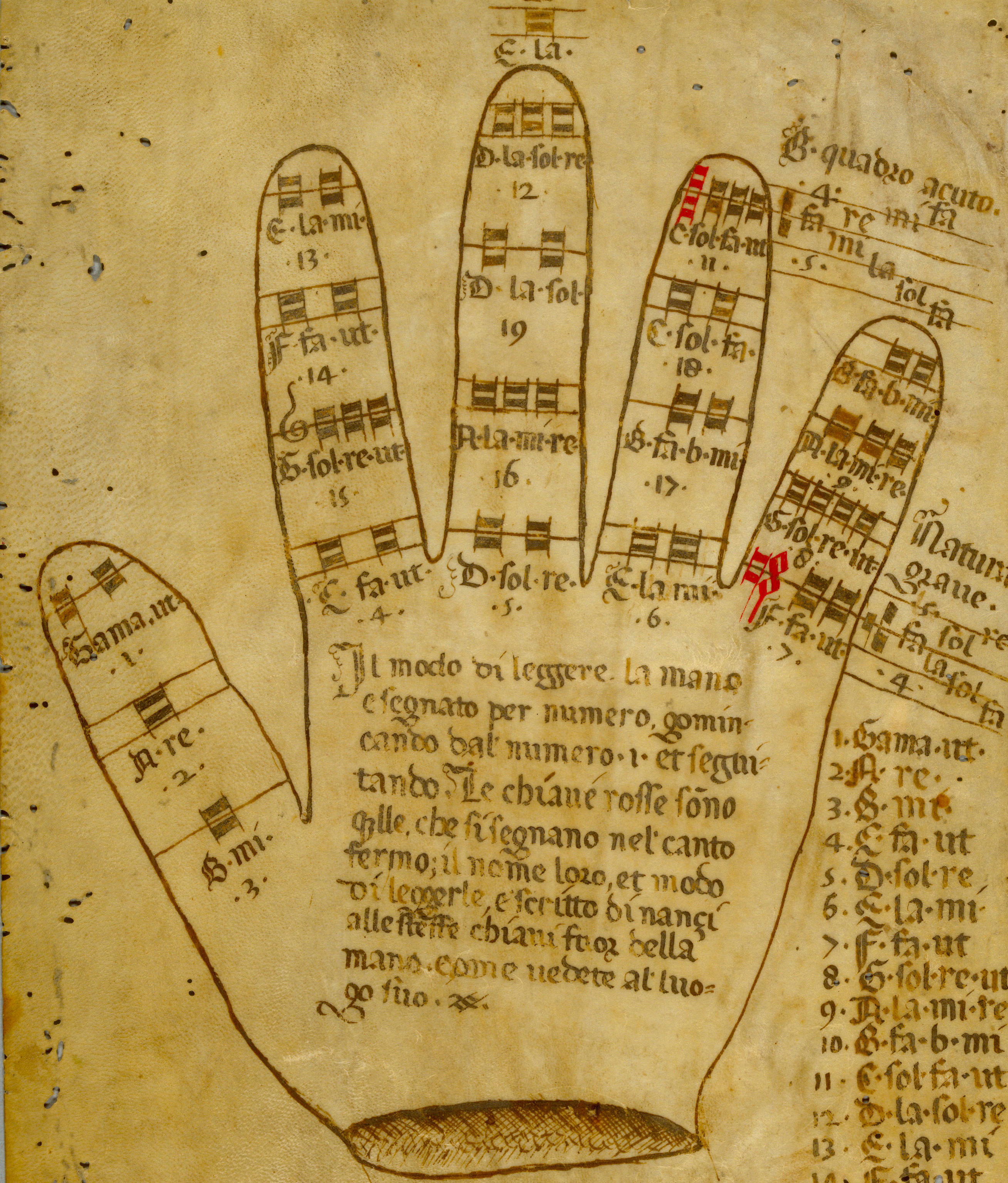
Tzv. guidonská ruka

Guido z Arezza je rovněž autorem systému solmizace, vzniklé přiřazením jedné konkrétní slabiky každému tónu hexachordu z hymnu sv. Janu Křtiteli Ut queant laxis z 8. století, vždy první slabiky každého půlverše: ut-re-mi-fa-sol-la. Mezi tóny-slabikami mi a fa byl půltónový krok, ostatní mají interval celého tónu.
Guidovým záměrem, coby učitele zpěvu, bylo zkrácení času nutného k naučení gregoriánského zpěvu. Mniši dříve k tomu, aby mohli zpívat všechny chorály, potřebovali přes deset let, neboť se museli melodie učit nazpaměť. Díky Guidovu vynálezu čtyřlinkového systému a použití hexachordů, které se zpívaly podle tónových slabik (solmizace), se čas potřebný k naučení chorálů zkrátil z deseti let (podle samotného Guida) na "jediný rok".
Ve 12. století se rovněž používala pomůcka zvaná guidonská ruka, tj. řada jednoduchých gest zápěstí, pomocí nichž mohl vedoucí naznačovat výšku tónů zpěvákům.

## Spisy
Guido je považován za zakladatele moderní hudební notace a zavedení tetragramu (čtyřlinkové notové osnovy), která nahradila předchozí adiastematickou notaci. Jeho traktát Micrologus byl ve středověku druhým nejrozšířenějším pojednáním o hudbě po Boëthiových spisech.
Je autorem následujících hudebně-teoretických spisů, které jsou považovány za základní pojednání o hudbě středověku:
- Micrologus de disciplina artis musicæ
- Regulæ rythmicæ
- Prologus in Antiphonarium
- Epistola ad Michaelem